# بيتر سميث (لاعب اتحاد الرغبي)
بيتر سميث (بالإنجليزية: Peter Smith)‏ هو لاعب اتحاد الرغبي نيوزيلندي، ولد في 1 أغسطس 1924 في Kaikohe ‏ في نيوزيلندا، وتوفي في 26 يناير 1954 في Opononi ‏ في نيوزيلندا.